# 富山凌雅
富山 凌雅（とみやま りょうが、1997年5月3日 - ）は、和歌山県御坊市出身のプロ野球選手（投手）。左投左打。オリックス・バファローズ所属。

## 経歴

### プロ入り前
小学1年生で御坊少年野球クラブで野球を始める。小学5年生から硬式野球に転向し、御坊中学校時代まで御坊ボーイズ／ジュニアタイガースに所属。中学3年生時には日中友好親善野球大会の日本代表メンバーに選ばれた。
高校は福岡県の九州国際大学付属高等学校に進学。エースピッチャーとして、高2・高3と夏の甲子園に2年連続出場を果たした。第96回選手権大会は初戦で東海大四高に敗北。第97回選手権大会では、準々決勝で清宮幸太郎を擁する早稲田実業に敗れたものの、ベスト8の戦績を残した。プロ志望届を提出したが、2015年のドラフトでは指名漏れに終わった。高校時代のチームメイトには、1学年上に清水優心と古澤勝吾、同学年に山本武白志、野木海翔がいる。
高校卒業後は社会人野球のトヨタ自動車に進み、第43回日本選手権（京セラドーム大阪）では、2回戦で5回2/3を2失点、準決勝で8回無失点、13回2/3合計18奪三振の内容でトヨタの優勝に貢献した。ドラフト上位候補と目されて迎えた3年目はプロを意識して調子を落とし、第89回都市対抗野球でも登板がなかったが、9月14日の阪神タイガース二軍とのプロ・アマ交流戦では5回3安打1失点に抑えて評価を回復した。トヨタ自動車時代には、チームメイトでプロ経験者の細山田武史から、プロで活躍するために必要なピッチングについて大きく助言を受けたと語っている。
2018年10月25日に行われたドラフト会議でオリックス・バファローズから4位指名を受け、契約金4500万円・年俸1000万円（共に金額は推定）の条件で契約を結んだ。背番号は28。

### オリックス時代
2019年は春季キャンプの終盤から腰の違和感があり、全力で投球できるようになったのは7月以降と故障に悩まされた。ウエスタン・リーグでは14試合の登板で4勝2敗・防御率3.00という成績を残し、9月26日に一軍初昇格。同日の北海道日本ハムファイターズ戦でプロ初登板を果たし、2イニングを2奪三振を含むパーフェクトに抑えた。ルーキーイヤーはこの1試合のみの一軍登板に留まったものの、オフに現状維持の推定年俸1000万円で契約を更改し、その後は西浦颯大・宗佑磨・佐野皓大とともにオーストラリアン・ベースボールリーグのメルボルン・エイシズへ派遣された。
2020年は新型コロナウイルスの影響で120試合制の短縮シーズンとなり、開幕も6月に延期された。8月23日に一軍へ昇格すると、同日の埼玉西武ライオンズ戦、中嶋聡監督代行（前二軍監督）は二軍戦9登板で防御率2.48を記録した安定感を高く評価し、同点の7回表に富山を抜擢。1イニングを無失点に抑え、プロ初ホールドを挙げた。10月21日に左肘痛で登録抹消となり、そのままシーズンを終えたものの、この年は18試合の登板で0勝2敗3ホールド・防御率4.42を記録。オフに500万円増となる推定年俸1500万円で契約を更改した。
2021年は自身初めて開幕を一軍で迎え、5月30日の東京ヤクルトスワローズ戦ではプロ初勝利を挙げた。この年は9月に2週間ほど二軍再調整期間があったもののシーズンのほとんどを一軍で過ごし、チームトップとなる51試合の登板で2勝1敗20ホールド・防御率2.72を記録し、チーム25年ぶりのリーグ優勝に貢献。日本シリーズでも3試合の登板で無失点と存在感を発揮し、オフに2700万円増となる推定年俸4200万円で契約を更改した。
2022年は春季キャンプをAグループでスタートするも、2月12日に新型コロナウイルス陽性判定を受け、3月19日の二軍戦でこの年初めての実戦登板と出遅れ、開幕を二軍で迎えた。4月28日に一軍へ昇格したものの、8試合の登板で0勝0敗3ホールド、7回1/3を投げて被安打10・被本塁打3・防御率11.05と打ち込まれ、6月6日に出場選手登録を抹消された。その後の一軍昇格は果たせず、二軍でも40回1/3を投げて被安打50と苦しい投球が続いたシーズンであった。ブルペンで腕がしびれ、手に力が入らないほどに左肘の状態が悪化しており、10月17日に球団から戦力外通告を受け、同20日に左肘のトミー・ジョン手術を受けた。11月15日にオリックスと育成選手契約を締結した。推定年俸は3150万円、背番号は128。
2023年は9月27日の二軍戦で実戦復帰を果たした。シーズン終了後には規約により育成選手保留者名簿から外れ、自由契約となったが、11月28日に再びオリックスと育成選手契約を締結した。推定年俸は1600万円。
2024年3月14日に支配下登録され、背番号は28に変更となった。二軍では5試合・10イニングを投げて防御率1.80を記録すると、4月28日に出場選手登録。同日の日本ハム戦にて、2点ビハインドの4回裏二死満塁という場面で698日ぶりの一軍登板となり、清宮幸太郎をレフトライナーに打ち取った。その後も主に対左のワンポイントとして起用され、8試合・4回2/3を投げて0勝0敗2ホールド・防御率1.93を記録していたものの、5月25日に出場選手登録を抹消された。6月7日に再登録され、翌8日の読売ジャイアンツ戦では回頭から登板したが、1安打2四死球で二死満塁のピンチを招いて降板。6月14日のヤクルト戦でも回頭から登板し、2四死球で一死一・二塁のピンチを招いて降板となり、この登板を最後に同20日に出場選手登録を抹消された。7月12日に再登録されるも、8月2日の登録抹消以降の一軍再昇格は果たせず、この年は16試合の登板で0勝0敗3ホールド・防御率3.27という成績であった。

## 選手としての特徴・人物
ストレートは最速147km/h、通常は140km/h台前半だが、テイクバックの小さいスリークォーターから投じるボールのキレで勝負する左腕。変化球はスライダー・ツーシーム・カーブ・フォークを有する。
愛称は「トミー（Tommy）」。
実家は14人きょうだいの大家族で、富山は6番目。姉3人、兄2人、弟8人がいる。

## 詳細情報

### 年度別投手成績
| 年 度     | 球 団      | 登 板 | 先 発 | 完 投 | 完 封 | 無 四 球 | 勝 利 | 敗 戦 | セ 丨 ブ | ホ 丨 ル ド | 勝 率 | 打 者 | 投 球 回 | 被 安 打 | 被 本 塁 打 | 与 四 球 | 敬 遠 | 与 死 球 | 奪 三 振 | 暴 投 | ボ 丨 ク | 失 点 | 自 責 点 | 防 御 率 | W H I P |
| --------- | ---------- | ----- | ----- | ----- | ----- | -------- | ----- | ----- | -------- | ----------- | ----- | ----- | -------- | -------- | ----------- | -------- | ----- | -------- | -------- | ----- | -------- | ----- | -------- | -------- | ------- |
| 2019      | オリックス | 1     | 0     | 0     | 0     | 0        | 0     | 0     | 0        | 0           | ----  | 6     | 2.0      | 0        | 0           | 0        | 0     | 0        | 2        | 0     | 0        | 0     | 0        | 0.00     | 0.00    |
| 2020      | オリックス | 18    | 0     | 0     | 0     | 0        | 0     | 2     | 0        | 3           | .000  | 77    | 18.1     | 14       | 3           | 10       | 0     | 1        | 15       | 0     | 0        | 9     | 9        | 4.42     | 1.31    |
| 2021      | オリックス | 51    | 0     | 0     | 0     | 0        | 2     | 1     | 0        | 20          | .667  | 189   | 46.1     | 37       | 2           | 17       | 0     | 0        | 34       | 0     | 0        | 16    | 14       | 2.72     | 1.17    |
| 2022      | オリックス | 8     | 0     | 0     | 0     | 0        | 0     | 0     | 0        | 3           | ----  | 38    | 7.1      | 10       | 3           | 3        | 0     | 0        | 7        | 0     | 0        | 9     | 9        | 11.05    | 1.77    |
| 2024      | オリックス | 16    | 0     | 0     | 0     | 0        | 0     | 0     | 0        | 3           | ----  | 52    | 11.0     | 10       | 0           | 5        | 1     | 3        | 8        | 1     | 0        | 6     | 4        | 3.27     | 1.36    |
| 通算：5年 | 通算：5年  | 94    | 0     | 0     | 0     | 0        | 2     | 3     | 0        | 29          | .400  | 362   | 85.0     | 71       | 8           | 35       | 1     | 4        | 66       | 1     | 0        | 40    | 36       | 3.81     | 1.25    |

- 2024年度シーズン終了時

### 年度別守備成績
| 年 度 | 球 団      | 投手  | 投手  | 投手  | 投手  | 投手  | 投手     |
| 年 度 | 球 団      | 試 合 | 刺 殺 | 補 殺 | 失 策 | 併 殺 | 守 備 率 |
| ----- | ---------- | ----- | ----- | ----- | ----- | ----- | -------- |
| 2019  | オリックス | 1     | 0     | 0     | 0     | 0     | ----     |
| 2020  | オリックス | 18    | 2     | 3     | 0     | 0     | 1.000    |
| 2021  | オリックス | 51    | 4     | 4     | 0     | 0     | 1.000    |
| 2022  | オリックス | 8     | 0     | 0     | 0     | 0     | ----     |
| 2024  | オリックス | 16    | 0     | 3     | 0     | 0     | 1.000    |
| 通算  | 通算       | 94    | 6     | 10    | 0     | 0     | 1.000    |

- 2024年度シーズン終了時

### 記録
初記録
- 初登板：2019年9月26日、対北海道日本ハムファイターズ24回戦（札幌ドーム）、7回裏に4番手で救援登板・完了、2回無失点
- 初奪三振：同上、7回裏に白村明弘から空振り三振
- 初ホールド：2020年8月23日、対埼玉西武ライオンズ12回戦（京セラドーム大阪）、7回表に3番手で救援登板、1回無失点
- 初勝利：2021年5月30日、対東京ヤクルトスワローズ3回戦（京セラドーム大阪）、8回表に5番手で救援登板、1回無失点

### 背番号
- 28（2019年[13] - 2022年、2024年3月14日[46] - ）
- 128（2023年[42] - 2024年3月13日）